# جشنواره بین‌المللی پویانمایی هیروشیما
جشنواره بین‌المللی پویانمایی هیروشیما (انگلیسی: Hiroshima International Animation Festival) یک جشنواره دوسالانه انیمیشن است که در هیروشیما، ژاپن برگزار می‌شود.
این جشنواره در سال ۱۹۸۵ توسط آسیفا به عنوان «جشنواره بین‌المللی پویانمایی برای صلح جهانی» ایجاد شد. شهر هیروشیما به خاطر بمباران اتمی سال ۱۹۴۵ در جنگ جهانی دوم انتخاب شد. این جشنواره اکنون از معتبرترین جشنواره پویانمایی همراه با جشنواره بین‌المللی پویانمایی انسی، جشنواره بین‌المللی انیمیشن اتاوا، و جشنواره پویانمایی زاگرب است.
دو جشنواره اول آن در سال‌های فرد بودند (۱۹۸۵ و ۱۹۸۷) ولی از سال ۱۹۹۰ به بعد در سال‌های زوج برگزار می‌شود.
در سال ۲۰۱۰ این جشنواره ۱۹۳۷ پویانمایی از ۵۷ کشور و منطقه و با ۳۴٬۰۰۰ شرکت کننده داشت.